# Lamspringe
Lamspringe település Németországban, azon belül Alsó-Szászország tartományban. Lakosainak száma 5743 fő (2023. december 31.). Lamspringe Bockenem és Neuhof településekkel határos.

## Története
2016-ban a négy községet beolvasztattak:
- Harbarnsen
- Neuhof
- Sehlem
- Woltershausen

## Képek

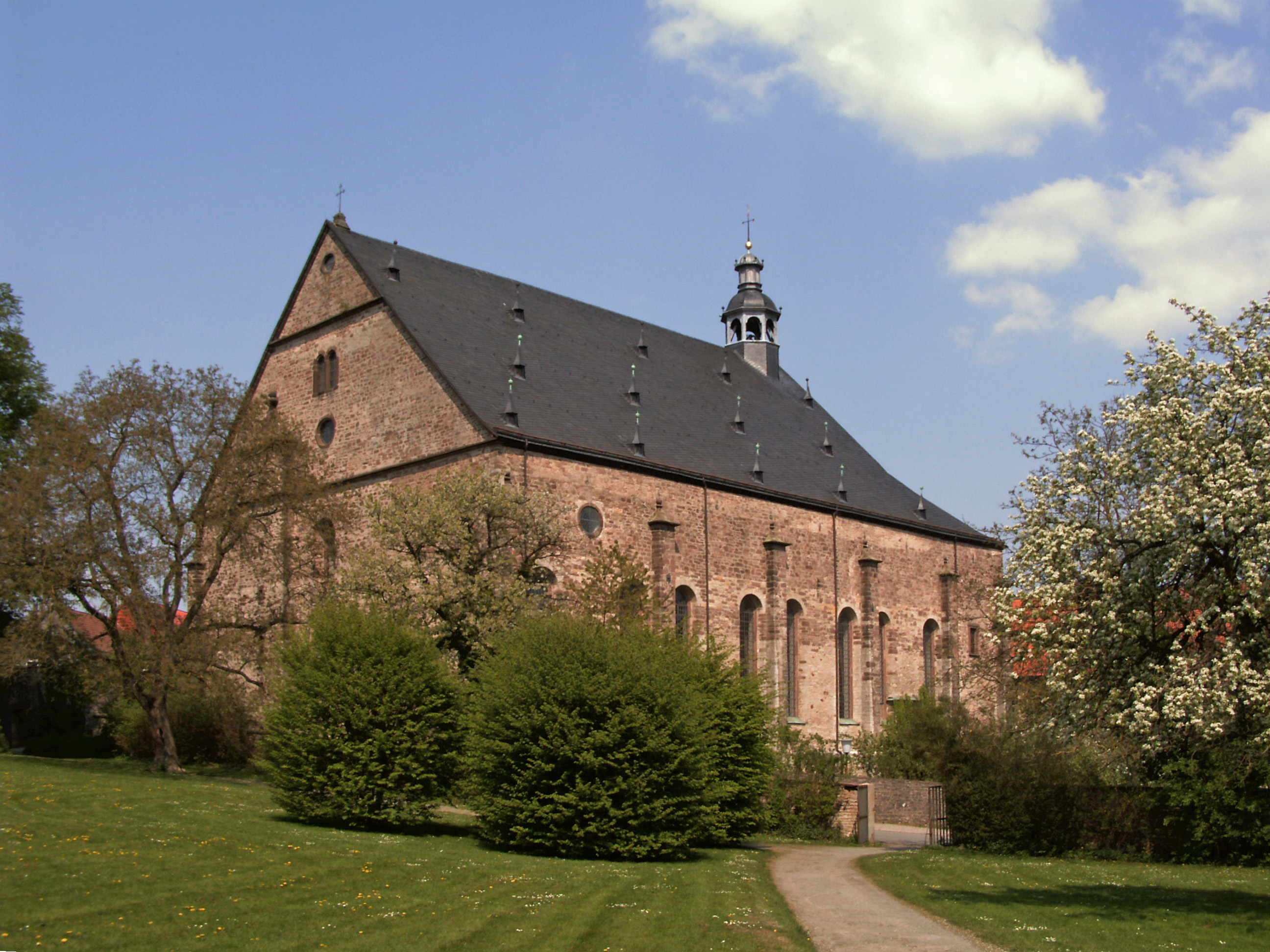
A kolostortemplom
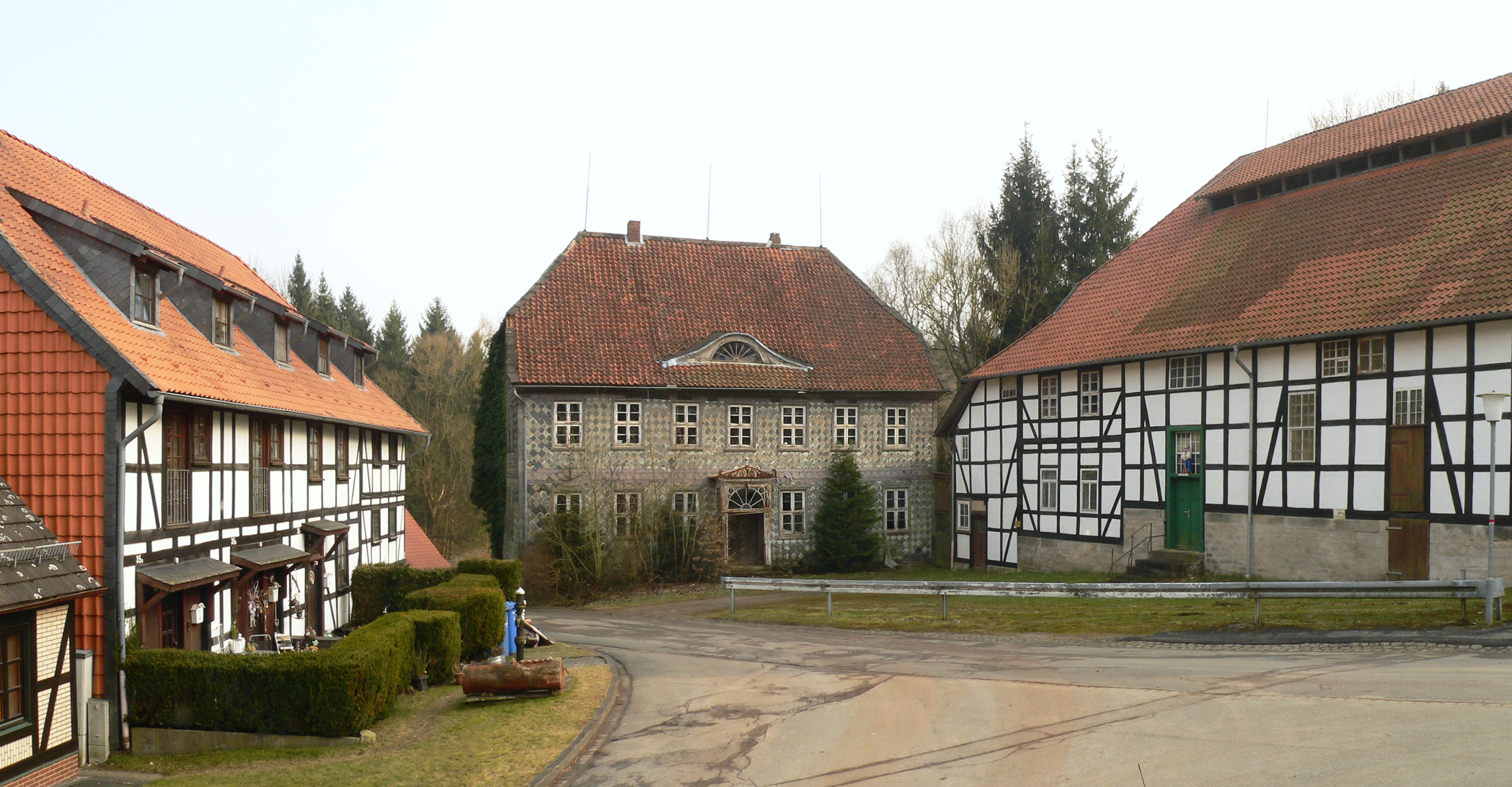
Az üveggyár
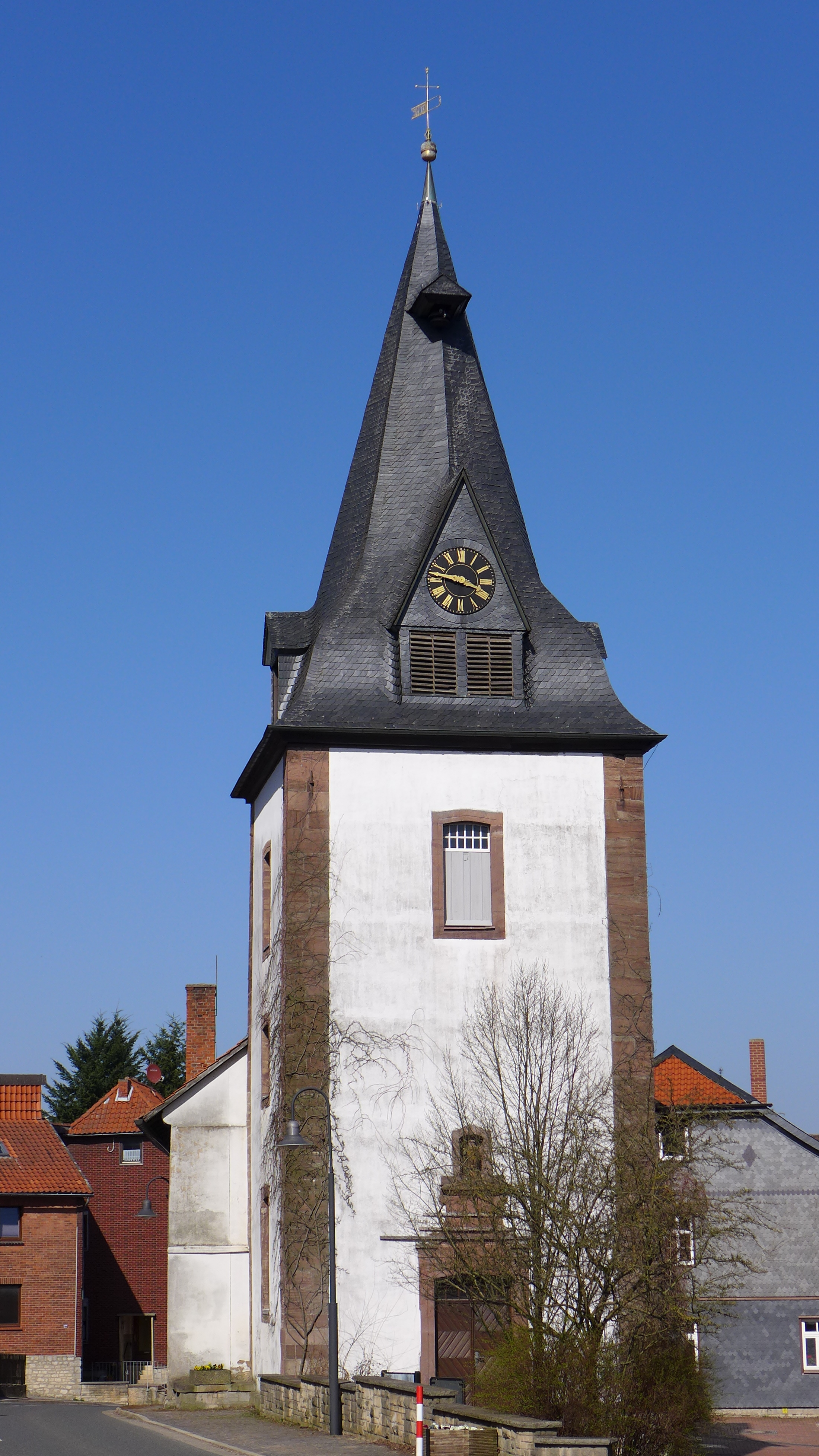

## Népesség
A település népességének változása:
| Lakosok száma | 5694 | 5638 | 5627 | 5559 | 5637 | 5743 |
|               | 2016 | 2017 | 2019 | 2021 | 2022 | 2023 |